# Nieborów (Basses-Carpates)
Pour les articles homonymes, voir Nieborów.
Nieborów est une localité polonaise de la gmina de Hyżne, située dans le powiat de Rzeszów en voïvodie des Basses-Carpates.